# Bulbophyllum proculcastris
Bulbophyllum proculcastris là một loài phong lan thuộc chi Bulbophyllum.